# Kiky Heinsius
Hendrika Jacoba (Kiky) Gerritsen-Heinsius (Amsterdam, 12 april 1921 – 27 december 1990) was een verzetsstrijder in Nederland tijdens de Tweede Wereldoorlog.

## Biografie
Kiky Heinsius was een dochter van Andreas Johannes Heinsius en van Hendrika Jacoba Winterink. Zij woonde aan het begin van de oorlog op het adres Keizersgracht 523 in Amsterdam en werkte bij De Bijenkorf. Haar beste vriend, de Joodse Rudolf Richter, was in juni 1941 naar Mauthausen gedeporteerd en daar overleden. Toen begin 1942 een andere Joodse vriend, Leo Zwart, het bevel kreeg van Harderwijk naar Amsterdam te verhuizen, bood ze hem aan onder te duiken in haar huisje in de Amsterdamse Rustenburgerstraat. Leo werd in november 1942 op straat gearresteerd, naar Kamp Westerbork overgebracht en gedeporteerd.
Begin 1943 vroeg Kiky's vriendin Anna Maass of ze haar Joodse vriend Sieg Goldsteen wilde verbergen, die uit een werkkamp ontsnapt was. Kiky gaf hem onderdak in haar huis en stal voor hem bonkaarten van haar werkgever. Een paar weken later vond ze een veiliger onderduikadres voor hem.
Nadat Kiky verhuisd was naar een groter appartement, nam zij Judith Fransman in huis, een kennis van Sieg. Op verzoek van het Amsterdamse verzet reisde Kiky geregeld naar Drenthe om valse papieren voor onderduikers op te halen. In mei 1943 bracht ze Ies Walvisch naar een onderduikadres in Meppel. Toen Sieg en Ies in september 1943 gevaar liepen, bracht Kiky ze terug naar Amsterdam, samen met Ies' vriendin Judith. Deze operatie was erg gevaarlijk, vooral omdat de documenten van de mannen slechte vervalsingen waren. Sieg dook onder bij Kiky, Ies vond onderdak bij zijn toekomstige schoonfamilie, waar hij bleef tot aan de bevrijding.
Op 2 februari 1944 werd Kiky’s appartement overvallen en werden Kiky en Sieg weggevoerd. Sieg kwam in juni 1944 om in Midden-Europa. Kiky werd naar Kamp Vught, Ravensbrück en het Agfacommando, een buitencommando van Dachau, gestuurd. Daar werd ze op 30 april 1945 bevrijd.
Na de oorlog beschreef Kiky haar ervaringen in de verschillende concentratiekampen in haar memoires, die echter in Nederland niet gepubliceerd zijn.
Voor haar hulp aan Joodse onderduikers kreeg Kiky Gerritsen-Heinsius op 15 september 1989 de Yad Vashem-onderscheiding voor 'Rechtvaardige onder de Volkeren' van de staat Israël. De Nederlandse overheid onderscheidde haar met het Verzetsherdenkingskruis.